# István Széchenyi
István Széchenyi, conte de Szécheny (n. 21 septembrie 1791, Viena, Monarhia Habsburgică – d. 8 aprilie 1860, Döbling, Viena, Imperiul Austriac) a fost un politician, scriitor, polihistor, economist, ministru al transporturilor (în timpul guvernului Batthyány), care a fost numit de Lajos Kossuth „cel mai mare ungur”, unul dintre cei mai importanți reformiști maghiari. Prin ideile, activitatea și influența sa a fost creatorul noii Ungarii moderne. Este unul dintre cele mai distincte și importanțe personaje ale politicii maghiare, deoarece a reformat economia, transportul, politica externă și sportul maghiar. Numeroase instituții au fost fondate de el și poartă numele acestuia. De numele lui se leagă construcția primului pod numit Lánchíd (podul cu lanțuri), ce leagă peste Dunăre cetatea Budei cu orașul Pesta. Este fondatorul Academiei Maghiare de Științe, fiind și principalul donator de fonduri pentru crearea aceastei instituții.

Una dintre cărțile scrise de Széchenyi

## Originea și studiile
Széchenyi s-a născut anul 1791 în rezidența familiei din Herrengasse, Viena. Botezul copilului a fost ținut după rit romano-catolic în Biserica Sfântul Mihail din Viena. Tatăl său, Ferenc Széchenyi, a fost fondatorul Muzeului Național Maghiar, iar mama sa, Julianna Festetics, a provenit dintr-o familie maghiară de renume din Ungaria.
Tânărul grof a petrecut copilăria în Viena și Nagycenk. Educația copilului a fost făcut de János Lunkányi după direcția stabilită de părinți. Totuși unele materii au fost predate și de alți profesori, dintre care se numără și Miklós Révai care a ținut orele de arhitectură. Chiar dacă în familie limba dominantă a fost cea maghiară, totuși Széchenyi în acești ani a vorbit mai bine în limba germană.

## Scrieri
- Róka- és szarvasvadászatra vonatkozó német nyelvű füzet (Sopron, 1823, Széchenyi első nyomtatott munkája)
- Lovakrul. Pest, 1828
- Pesti lóversenykönyv 1828 és 1829-re. Pest (Döbrentei Gáborral közös)
- A casino részeseinek névsora A. B. C. rendben s annak alapjai. 1829 (Döbrentei Gáborral együtt adták ki)
- Hitel. Pest, 1830 (németül: Lipcse, 1830, fordította Paziazi Mihály és Vojdisek József)
- Világ, vagyis felvilágosító töredékek némi hiba s előítélet eligazítására. Pest, 1831 (németül: 1832, fordította Paziazi Mihály).
- Kedves jobbágyim! (Tanácsadás a kolerával szemben való védekezésre, Cenk, 1831)
- Magyar játékszinrül. Cenk, 1832
- Jelentés (gr. Andrássy Györgynek és gr. Széchenyi Istvánnak a budapesti lánchíd-egyesülethez irányított jelentése, midőn külföldről visszatértek). Pozsony, 1833 (németül: fordította Paziazi Mihály, Pozsony, 1833)
- Stadium. Lipcse, 1833. (I. rész; a II. rész nem jelent meg)
- Über die Donaudampfschiffahrt. Aus dem Ungarischen von Michael von Paziazi. Buda, 1836 (magyarul a Társalkodóban jelent meg 1834–36-ban Néhány szó a Duna-hajózás körül címen)
- Néhány szó a lóverseny körül. Pest, 1838 (németül: fordította Klein Hermann, Buda, 1839)
- A selyemrül. Pest, 1840
- A Kelet népe. Pest, 1841
- A magyar Accademia körül. Pest, 1842
- Üdvlelde. Pest, 1843 (Dessewffy Aurél gróf töredékeivel: Magyar nyelv és ellenzői)
- Adó és két garas. Jelenkor, Buda, 1844[6]
- Magyarország kiváltságos lakósihoz. 1844 (két füzet)
- Balatoni gőzhajózás. Pest, 1846
- Eszmetöredékek. Különösen a Tisza-völgy rendezését illetőleg. Pest, 1846
- Politikai programtöredékek. Pest, 1847 (németül: Lipcse, 1847)
- Javaslat a magyar közlekedési ügy rendezésérül. Pozsony, 1848
- Véleményes jelentés a Tisza-szabályozási ügy fejlődésérül. Pozsony, 1848
- Ein Blick auf den anonymen Rückblick welcher für einen vertrauten Kreis in verhältnissmässig wenigen Exemplaren im Monate Oktober 1857 in Wien erschien. Von einem Ungarn. London, 1859 (magyarul: K. Papp Miklós, Kolozsvár, 1870)...
- Önismeret és Nagy Szatíra Döbling, 1857
- Az ausztriai sajtó Döbling, 1859